# Presidente de la República del Congo
El Presidente de la República del Congo es el jefe de Estado y jefe de Gobierno de la República del Congo. Actualmente el cargo es ejercido por Denis Sassou Nguesso, quien lo ostenta desde el 25 de octubre de 1997.

## Figura
En la constitución de 2015 el presidente de la República es el Jefe del Estado, garante de la independencia nacional, de la integridad territorial y de la unidad nacional. Simboliza el respeto a la constitución del país y a los tratados y acuerdos internacionales suscritos por la República del Congo.

## Historia
El 15 de agosto de 1960, el Congo francés se convertía en un estado independiente. El primer presidente fue Fulbert Youlou, que estableció un régimen presidencialista unipartidista a partir de 1962. En agosto de 1963 una revolución derrocó al presidente Youlou y se estableció un Consejo Nacional de la Revolución liderado por Alphonse Massamba-Débat.
En diciembre de 1963 las elecciones presidenciales confirmaron a como presidente; se estableció un régimen de orientación socialista donde el Movimiento Nacional de la Revolución fue el único partido legal. La presidencia de Débat acabó en 1968 cuando un golpe de Estado dirigido por el militar Marien Ngouabi, quien renombró al país como la  República Popular del Congo siendo el único partido legal el Partido Congoleño del Trabajo, de orientación marxista.
Ngouabi se mantuvo en el poder hasta el 18 de marzo de 1977 cuando fue asesinado por un comando suicida. Tras dos gobiernos militares (1977-1979) llegó al poder Denis Sassou Nguesso, que tras el colapso del bloque socialista, abandonó el control estatal de la economía y permitió las primeras elecciones multipartidistas en 1992, quedando en tercer lugar.
El vencedor de las elecciones, Pascal Lissouba, empezó su gobierno entre acusaciones de manipulaciones de los votos, lo que provocó que incrementara la represión para poder mantener el poder. La lucha se volvió a desatar en junio de 1997 cuando Lissouba trató de desarmar a las milicias leales a Sassou-Ngueso. Tras un diecinueve semanas de combates, ayudado por el ejército angoleño, Sassou-Nguesso se proclamó presidente el 25 de octubre de 1997.

## Elección
Es elegido por voto directo y necesita tener mayoría absoluta para ganar. De no obtenerse, en el plazo de 21 días se debe celebrar una segunda vuelta entre los dos candidatos que haya obtenido más votos en la primera vuelta, el vencedor será el que obtenga más votos (artículo 67). Las elecciones deberán celebrarse entre 30 y 40 días antes de la expiración del mandato presidencial anterior (artículo 69).
Para ser candidato a presidente se deben cumplir, según el artículo 66, los siguientes requisitos: tener nacionalidad congoleña de origen, disfrutar de derechos civiles y políticos, buena moralidad, acreditar 8 años de experiencia profesional, tener más de 30 años y estar en buen estado de salud física y mental.

## Mandato
Su mandato dura 5 años y puede se reelegido 2 veces. En caso de que el puesto quede vacante por fallecimiento, renuncia o muerte, la constitución establece un escalafón de sustitución. El presidente del Senado asumirá el cargo de presidente interino, si en el transcurso de su función es investigado, le sucederá el presidente de la Asamblea Nacional y si este también, el primer ministro entonces ocupará la presidencia interina del país.

## Poderes
El presidente, como jefe de Gobierno, nombra y cesa al primer ministro, y a propuesta de este, a los ministros y determina sus funciones de gobierno (artículo 83), preside el Consejo de Ministro (artículo 84) y promulga las leyes aprobadas por la Asamblea Nacional (artículo 85), iniciativa para convocar referéndum (artículo 86). Como jefe del estado le corresponde el cargo de Comandante supremo de las Fuerzas Armadas y como tal preside el Consejo de Defensa (artículo 90)
El presidente determina la política exterior del país, además nombra a los embajadores congoleños y recibe la acreditación de las misiones diplomáticas extranjeras en la república (artículo 89). Preside el Consejo Superior de la Magistratura y puede conceder indultos (artículos 91 y 92)
En su relación con las cámaras legislativas (Senado y Asamblea Nacional), el presidente puede exigir a una u otra cámara una segunda deliberación de una ley, y ninguna de las dos puede negarse. Puede darse el caso que tras la segunda deliberación y su posterior votación fuese aprobada la ley y el presidente se niegue a su promulgación. Será entonces el Tribunal Constitucional quien determine si la ley debe ser aprobada o no (artículo 85). En casos especiales el presidente puede exigir, previa consulta con el primer ministro y los presidentes de ambas cámaras, la concesión de poderes extraordinarios (artículo 93). Como jefe de Estado el presidente puede disolver ambas cámaras (artículo 162).
El presidente puede establecer los estados de sitio y de emergencia, así como declarar la guerra (artículo 157), no obstante faculta al presidente, que en caso de urgencia, el presidente puede prorrogar los dos primeros casos (más allá de los 20 días que apruebe la Asamblea) y aprobar la declaración de guerra tras dirigirse a la nación.

## Lista de presidentes
| Espectro político           |
| --------------------------- |
| PCT UDDIA militar MNA UPADS |

| Presidente de la República              | Presidente de la República      | Presidente de la República                                                    | Elecciones                      | Inicio                          | Fin                                                            | Partido                         |                                 |
| República del Congo (1960-1970)         | República del Congo (1960-1970) | República del Congo (1960-1970)                                               | República del Congo (1960-1970) | República del Congo (1960-1970) | República del Congo (1960-1970)                                | República del Congo (1960-1970) | República del Congo (1960-1970) |
| --------------------------------------- | ------------------------------- | ----------------------------------------------------------------------------- | ------------------------------- | ------------------------------- | -------------------------------------------------------------- | ------------------------------- | ------------------------------- |
| 1                                       |                                 | Fulbert Youlou (1917-1972) Presidente de la República                         | 1961                            | 15 de agosto de 1960            | 15 de agosto de 1963                                           | UDDIA                           |                                 |
| 2                                       |                                 | Alphonse Massamba-Débat (1921-1977) Presidente de la República                |                                 | 15 de agosto de 1963            | 4 de septiembre de 1968                                        | MNA                             |                                 |
| -                                       |                                 | Alfred Raoul (1930-1999) Presidente de la República interino                  | 5 de septiembre de 1968         | 1 de enero de 1969              | Militar                                                        |                                 |                                 |
| -                                       |                                 | Marien Ngouabi (1938-1977) Presidente de la República                         | 1 de enero de 1969              | 29 de diciembre de 1969         | Militar                                                        |                                 |                                 |
| 3                                       | 29 de diciembre de 1969         | Marien Ngouabi (1938-1977) Presidente de la República                         | 31 de diciembre de 1969         | PCT                             |                                                                |                                 |                                 |
| República Popular del Congo (1970-1992) |                                 |                                                                               |                                 |                                 |                                                                |                                 |                                 |
| 3                                       |                                 | Marien Ngouabi (1938-1977) Presidente de la República                         |                                 | 3 de enero de 1970              | 18 de marzo de 1977                                            | PCT                             |                                 |
| -                                       |                                 | Joachim Yhombi-Opango (1939-2020) Presidente de la República                  | 18 de marzo de 1977             | 3 de abril de 1977              | Comité Militar del Partido Congoleño del Trabajo               |                                 |                                 |
| 4                                       | 3 de abril de 1977              | Joachim Yhombi-Opango (1939-2020) Presidente de la República                  | 5 de febrero de 1979            | PCT                             |                                                                |                                 |                                 |
| -                                       |                                 | Jean-Pierre Thystère Tchicaya (1930-1999) Presidente de la República interino | 5 de febrero de 1979            | 8 de febrero de 1979            | Presidium del Comité Central del Partido Congoleño del Trabajo |                                 |                                 |
| 5                                       |                                 | Denis Sassou-Nguesso (1943-) Presidente de la República                       |                                 | 8 de febrero de 1979            | 15 de marzo de 1992                                            | PCT                             |                                 |
| República del Congo (1992-presente)     |                                 |                                                                               |                                 |                                 |                                                                |                                 |                                 |
| 5                                       |                                 | Denis Sassou-Nguesso (1943-) Presidente de la República                       | -                               | 15 de marzo de 1992             | 31 de agosto de 1992                                           | PCT                             |                                 |
| 6                                       |                                 | Pascal Lissouba (1931-2020) Presidente de la República                        | 1992                            | 31 de agosto de 1992            | 25 de octubre de 1997                                          | UPADS                           |                                 |
| 7                                       |                                 | Denis Sassou Nguesso (1943-) Presidente de la República                       | 2002 2006 2009 2016 2021        | 25 de octubre de 1997           | Presente                                                       | PCT                             |                                 |